# Лаурімяе
Лаурімяе (ест. Laurimäe), також Лаурімяе-Тоода (ест. Laurimäe-Tooda) — село в Естонії, входить до складу волості Варсту, повіту Вирумаа.